# Éva Risztov
Éva Risztov (ur. 30 sierpnia 1985 w Hódmezővásárhely) – węgierska pływaczka startująca w stylu dowolnym, zmiennym i motylkowym. Wielokrotna medalistka mistrzostw świata i mistrzostw Europy. Mistrzyni olimpijska z Londynu w pływaniu długodystansowym na dystansie 10 km. Trzykrotna olimpijka z Aten, Pekinu i Londynu.